# Jeltje de Bosch Kemper
Jkvr. Jeltje de Bosch Kemper (Amsterdam, 28 april 1836 - aldaar, 16 februari 1916) was een voorvechter van vrouwenrechten en medeoprichtster van de Algemeene Nederlandsche Vrouwenvereeniging 'Tesselschade'.

## Familie
Kemper was een lid van de familie Kemper en dochter van prof. jhr. mr. Jeronimo de Bosch Kemper (1808-1876), advocaat-generaal, hoogleraar in de rechtswetenschap aan het Amsterdamsche Athenaeum Illustre en lid van de Tweede Kamer der Staten-Generaal, en Maria Aletta Hulshoff (1810-1844). Ze was een oudere zus van Christine de Bosch Kemper. Zij was ongehuwd.

## Biografie
Na het overlijden van haar moeder in 1844 hertrouwde haar vader met Johanna Maria Walkart (1814-1892). De laatste bleek geestesziek en vervolgens nam Kemper een deel van de zorg voor het gezin over. Ondertussen onderging zij in haar jeugd de invloed van haar vader, zowel op godsdienstig als sociaal gebied. Haar vader zette zich in voor volksontwikkeling en had aandacht voor het probleem van de armoede. Na het lezen van The Subjection of Women (1869) van John Stuart Mill en Harriet Taylor Mill, kreeg zij ook aandacht voor de rechten van en de volgens haar noodzakelijke solidariteit tussen vrouwen. Na de oprichting in 1871 door Betsy Perk (1833-1906) van de Algemeene Nederlandsche Vrouwenvereeniging onder de zinspreuk 'Arbeid Adelt', werd Kemper lid van het Amsterdamse afdelingsbestuur. Deze vereniging had tot doel vrouwen te verheffen door hen arbeid te laten verrichten. Kemper achtte behalve arbeidzin ook kunstzin van belang voor de ontwikkeling van vrouwen. Na een 'richtingenstrijd' leidde dit tot de oprichting door Kemper van de Algemeene Nederlandsche Vrouwenvereeniging 'Tesselschade'. Het doel van 'Tesselschade' was "het lot te verbeteren van beschaafde maar onbemiddelde vrouwen door hen te helpen in eigen onderhoud te voorzien". Kemper introduceerde daarbij ook die lotsverbetering door aandacht voor onderwijs en zorgde als penningmeester van 'Tesselschade' (vanaf 1874) dat er ook een "Opleidingsfonds" kwam. Secretaris van 'Tesselschade' werd Louise Frederike Wijnaendts. Het handwerkonderwijs verbeteren op lagere scholen werd een van de doelstellingen. De Bosch Kemper was bestuurslid van de Dagteeken- en Kunstambachtsschool voor Meisjes.
Vanaf 1878 zette zij zich ook in voor een opleiding voor verpleegsters. Hiertoe werd de Vereeniging voor Ziekenverpleging opgericht die cursussen ging verzorgen die ook mede door Kemper werden gegeven. Vanaf 1890 was zij bovendien 'leidster en voorsitster' van het Maandblad voor Ziekenverpleging. In 1892 zat zij het Congres voor Ziekenverpleging voor dat de aanzet werd tot de oprichting van de Nederlandsche Bond voor Ziekenverpleging (1893).
Ook op haar initiatief kwam in 1891 de Amsterdamse Huishoudschool tot stand; deze was bedoeld voor aanstaande huisvrouwen maar ook voor de opleiding van hen die later professioneel in de huishouding of het huishoudonderwijs een plaats zouden vinden.
Behalve deze activiteiten vond zij ook dat de juridische positie van vrouwen voor verbetering vatbaar was. Onder haar voorzitterschap kwam in 1894 het Comité ter Verbetering van den Maatschappelijken en den Rechtstoestand der Vrouw in Nederland tot stand. Dit mondde onder andere uit in de uitgave van het tijdschrift Belang en Recht, dat samen werd uitgegeven met de Vrouwenbond in Groningen en de vereniging van onderwijzeressen Thugatèr. In 1907 werd zij lid van de Nederlandsche Bond voor Vrouwenkiesrecht. Met het klimmen der jaren werd die juridische gelijkstelling van vrouwen en mannen voor haar steeds belangrijker.
Voor al haar inzet werd zij op haar zestigste verjaardag benoemd tot Ridder in de Orde van Oranje-Nassau.